# Buchanan Street (metropolitana di Glasgow)
Buchanan Street è una stazione dell'unica linea della metropolitana di Glasgow. Si trova nell'omonima strada nel centro della città.
È stata costruita nel 1896 insieme alla metropolitana e all'inizio aveva una sola banchina mediana; nel 1977–1980 è stata invece aggiunta una banchina laterale e quella centrale è stata chiusa da un lato.

## Interscambi
La stazione è ben collegata con i trasporti pubblici:
- stazione ferroviaria (Glasgow Queen Street)
- fermata autobus urbani e suburbani (Buchanan bus station)
- stazione taxi
- navette per gli aeroporti di Glasgow ed Edimburgo (presso la Buchanan bus station)

## Servizi
La stazione dispone di:
- biglietteria automatica